# Departure (TV-serie)
Departure är en kanadensisk TV-serie med inslag av konspirationsteori, skapad och skriven av Vince Shiao. Serien handlar om Flight 716 som försvinner över Atlanten. En grupp från haveriinspektionen ska undersöka vad som hände med planet. Första säsongen släpptes 2019 på Global Universal.

## Handling
Departure är en konspirationsserie som följer mysteriet med Flight 716, ett passagerarplan som försvinner över Atlanten. Efter den mystiska kraschen kallas Kendra Malley, spelad av Emmy Award-vinnaren Archie Panjabi (The Good Wife), för att undersöka sin tidigare chef och mentor Howard Lawson, spelad av Oscar-vinnaren Christopher Plummer (Beginners) hjälper henne. De måste kämpa genom en mängd misstänkta och motiv, för att avgöra vad som verkligen hände med Flight 716, och för att hindra det från att hända igen.